# Hi and Lois
Hi and Lois es una tira de prensa estadounidense que narra las vivencias de una familia de clase media. Creada por Mort Walker y dibujada por Dik Browne, hizo su debut el 18 de octubre de 1954, distribuida por King Features Syndicate.
En español es conocida como Lalo y Lola.

## Historia de la publicación
La familia Flagston apareció por primera vez en otro cómic de Walker: Beetle Bailey, pero luego se hizo un Spin-off para que protagonizaran su propia tira de prensa. 
Lois Flagston (nacida Bailey) es la hermana de Beetle Bailey, y las dos tiras tienen crossovers ocasionales. Uno de ellos ocurre en 1994 por el 40 aniversario de la tira, cuando Beetle visita a Lois.
Al ser tan longeva, la tira se esfuerza en acomodarse a los tiempos y no quedarse anticuada, por eso Lois comienza a trabajar fuera de casa en 1980.  
En 1962 la tira ganó un premio Reuben de la National Cartoonists Society.
La tira se enfrentó a varias polémicas por los cambios efectuados desde su debut en la década de los 50.  En una, los editores insistieron en que los personajes no podían enseñar el ombligo.
En la actualidad los hijos de sus creadores originales se ocupan de la tira, ya que es escrita por Brian and Greg Walker y dibujada por Robert "Chance" Browne.

### Comic books
Los Flagston aparecen también en una serie de Charlton Comics, con 11 entregas que datan de 1969 a 1971.

## Personajes
- Hi y Lois Flagston (Lalo y Lola): Hi (abreviatura de Hiram) y Lois son el típico matrimonio de clase media estadounidense. Hi es gerente de ventas. Lois es corredora de bienes raíces. Tienen 4 hijos.
- Chip (Chicho): El hijo mayor, un adolescente holgazán.
- Dot and Ditto: dos bulliciosos mellizos Dot (Yeya, niña) & Ditto (Yeyo, niño), de cuatro años cuando la tira comenzó.
- Trixie (Tita): La hija menor, pecoso bebe de los Flagston que tiene de amigo a un rayo de sol.
- Dawg: el perro de la familia.
- Thirsty Thurston: el vecino gordo, vago y algo achispado, trabaja con Hi.
- Irma Thurston: la esposa de Thirsty.
- Abercrombie and Fitch: los simpáticos recolectores de basura del vecindario.
- Mr. Foofram: el presidente de Foofram Industries y jefe de Hi y Thirsty, a veces tiene mal genio, pero no es un tirano.

## Colecciones y reimpresiones
(Todos los títulos son de Mort Walker y Dik Browne si no se dice otra cosa)
- Trixie (1960) Avon
- Hi and Lois (1970) Tempo Books
- Hi and Lois in Darkest Suburbia (1971) Tempo
- Hi and Lois: Beware! Children at Play (1972) Tempo
- Hi and Lois: On the Grill (1973) Tempo
- Hi and Lois: Family Album (1973) Tempo
- Hi and Lois: Family Ties (1979) Tempo
- Hi and Lois: Mama's Home (1982) Tempo
- Hi and Lois: Suburban Cowboys (1982) Tempo
- Hi and Lois: Father Figure (1982) Tempo
- Hi and Lois: American Gothic (1983) Tempo
- Hi and Lois: Dishwasher, Lawnmower or Snowplow? (1983) Tor
- Hi and Lois: Home Sweat Home (1983) Tor
- Hi and Lois: "Is Dinner Ready?" (1983) Tor
- Hi and Lois: Saturday Night Fever (1983) Tor
- Hi and Lois: "Hi Honey, I'm Home!" (1984) Tor
- Hi and Lois: Mom, Where's My Homework? (1984) Tor
- Hi and Lois: The Bright Stuff (1984) Charter
- Hi and Lois: "How Do You Spell Dad?" (1985) Tor
- Hi and Lois: Trixie à la Mode (1986) Tor
- Hi and Lois: Good Housekeeping (1986) Tor
- Hi and Lois: Dawg Day Afternoon! (1986) Tor
- The Best of Hi and Lois (1986, 2005) Comicana
- Hi and Lois: Sleep-Can (1987) Tor
- Hi and Lois: Say "Cheese" (1987) Tor
- Hi and Lois: Sleepbusters! (1987) Tor
- Hi and Lois: House Calls (1988) Tor
- Hi and Lois: Modern Chaos! (1989) Tor
- Hi and Lois: Croquet for a Day (1989) Tor
- Hi and Lois: Couch Potatoes! (1990) Tor
- Hi and Lois: Wheels of Fortune (1990) Tor
- Hi and Lois: Happy Campers (1990) Tor
- Here Comes the Sun: A Hi and Lois Collection (1990) Avon
- Hi and Lois: Mister Popularity (1991) Tor
- Hi and Lois: Play Ball! (1991) Tor
- Hi and Lois: Up Two Late (1991) Tor
- Hi and Lois: Baby Talk (1991) Tor
- Hi and Lois: Sunday Best by Brian and Greg Walker and Chance Browne (2005) ECW Press